# СНІД-Фонд Елтона Джона
СНІД Фонд Елтона Джона (англ. Elton John AIDS Foundation, EJAF)  — некомерційна організація, заснована британським співаком сером Елтоном Джоном у 1992 році в Лос-Анджелесі (США) і в 1993 році у Великій Британії. Є однією з найбільших у світі некомерційних організацій, що займається підтримкою програм з попередження ВІЛ/СНІД.

## Історія

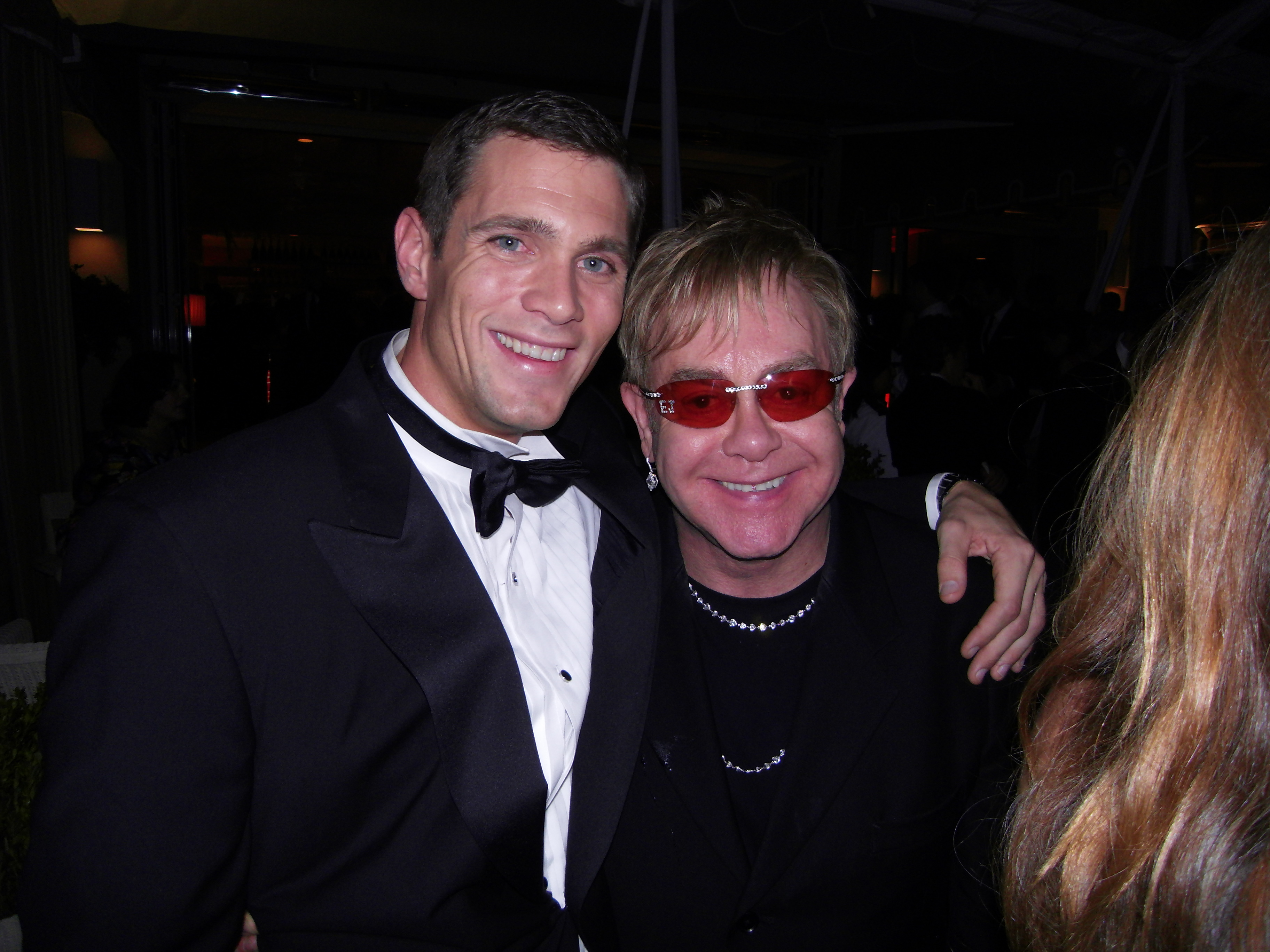
Елтон Джон з актором Крістофером МакДеніелем на Oscar party (2009)

Ідея про створення Фонду прийшла до Елтона Джона після того, як на початку 1990-х років через СНІД він втратив багатьох близьких йому людей, включаючи Фредді Мерк'юрі та американського підлітка Райана Вайта. Спостерігаючи за відсутністю розуміння та стигмою, яка супроводжує захворювання, Елтон Джон заснував у 1992 році іменний фонд спочатку в США, а у 1993 році та у Великій Британії.
2025 року Фонд був визнаний «небажаною організацією» на території Росії.

## Діяльність
СНІД Фонд Елтона Джона реалізує інноваційні навчальні програми з профілактики ВІЛ/СНІДу і підтримці ВІЛ-позитивних людей. З часу створення фонду у 1992 році Елтон Джон виділив понад 125 мільйонів доларів для реалізації необхідних програм у 55 країнах світу, зокрема у Кенії, Лесото, Бангладеш, Камбоджі, Індії, Мексиці, Бразилії, Канаді, Танзанії, Уганді і інших. Декілька проєктів EJAF працюють у Росії та в Україні. Фонд підтримує роботу програм, зокрема, шляхом проведення спеціальних заходів, окремих маркетингових проєктів, добровільних внесків приватних осіб, організацій і фондів.
Дві окремі організації Фонду у США та у Великій Британії переслідують загальні цілі: поширювати можливості ВІЛ-позитивним людям, або тим, хто ризикує бути інфікованим; полегшувати їх фізичні, емоційні та фінансові складнощі, створювати умови, що дозволять покращити якість їх життя, мати гідність і право на самовизначення. Зараз Фонд у Великій Британії фокусується на забезпеченні благодійного фінансування програм в Африці, Азії, та Європі, в той час, коли EJAF у США реалізує благодійні проєкти у країнах Південної Америки, Північної Америки та країнах Карибського басейну.
Серед меценатів фонду Борис Бекер, Девід Фрост, Девід та Вікторія Бекхеми, Енні Леннокс, Джордж Майкл, Ніл Теннант, Донателла Версаче, Стінг та інші.
З 1993 року Фонд проводить щорічний благодійний вечір Elton John AIDS Foundation Academy Award Party.

### В Україні
В Україні, починаючи з 2007 року Фонд Елтона Джона 2007 року співпрацює з Фондом Олени Пінчук «АНТИСНІД», з яким було реалізовано спільні проєкти:
- Інформаційна кампанія «На межі»! (2007—2012)
- Проєкт «Діти плюс» (2009—2013)
- Проєкт допомоги безпритульним дівчатам і молодим жінкам, уразливим до інфікування ВІЛ (2011)[10]
- Партнерство зі СНІД Фондом Елтона Джона